# Ammonieten (volk)

Kaart met de verschillende koninkrijken rond 830 v.Chr.

De Ammonieten waren een Semitisch volk dat woonde tussen de Syrische woestijn en de Jordaan.  Rabba, het huidige Jordaanse Amman, was de hoofdstad. De Ammonietische beschaving duurde ongeveer zeven eeuwen, van de 13e eeuw v.Chr. tot de 6e eeuw v.Chr.
De Ammonitische taal behoorde tot de Semitische talen en vertoonde sterke overeenkomsten met verwante Kanaänitische talen als Moabitisch, Fenicisch, Edomitisch en klassiek Hebreeuws.

## Hebreeuwse Bijbel
Volgens Genesis 19:38 waren de Ammonieten afstammelingen van Ben-Ammi, de zoon die door Lot was verwekt bij zijn jongste dochter. Zij waren verwant met de Moabieten, afstammelingen van Moab die door Lot was verwekt bij zijn oudste dochter.
In de Hebreeuwse Bijbel staan diverse verhalen over oorlogen tussen de Ammonieten en de Israëlieten. Een bekend verhaal gaat over Jefta, die God beloofde zijn dochter te offeren als hij de strijd tegen de Ammonieten zou winnen (Rechters 11). Een ander bekend verhaal gaat over koning David, die tijdens een oorlog met de Ammonieten overspel pleegde met Batseba en haar echtgenoot Uria bewust liet sneuvelen in een slag met de Ammonieten. David veroverde de kroon van de koning van de Ammonieten, die hij vervolgens zelf als kroon ging gebruiken. Nadat hij de Ammonieten had verslagen, liet hij hen in groeven en steenbakkerijen dwangarbeid doen (2 Samuel 11-12).

## Einde van het volk
Na de val van het koninkrijk Israël in 721 v.Chr. vestigden de Ammonieten zich langs de oostkant van de Jordaan. Hun autonomie waren ze echter kwijt en in de eerste eeuw voor onze jaartelling was ook hun gebied volledig opgegaan in het Romeinse Rijk. Twee eeuwen later is het Ammonitische volk opgegaan in de Arabische stammen die er zich kwamen vestigen.